# Siły Zbrojne Malty

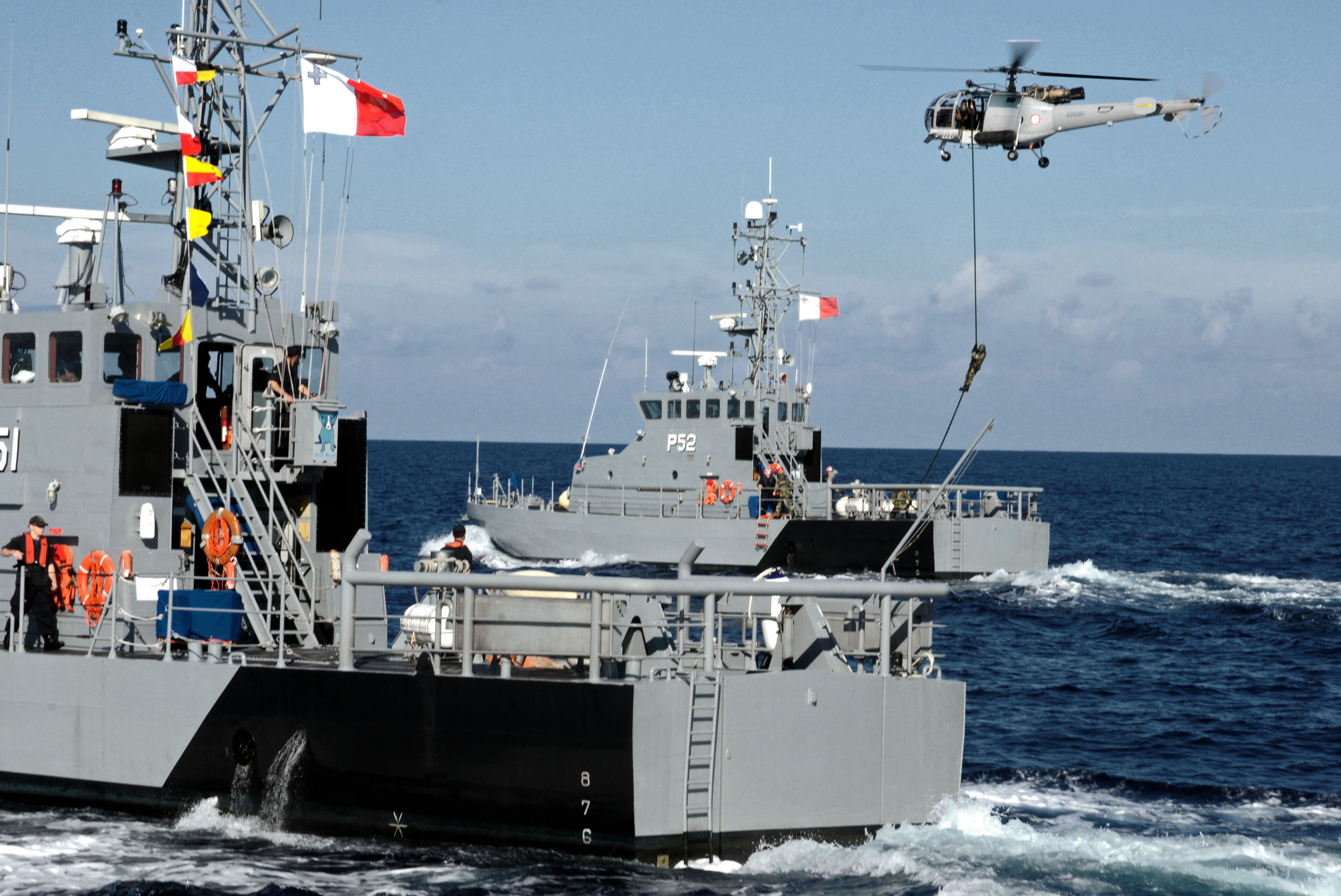
Siły Zbrojne Malty podczas manewrów.

Siły Zbrojne Malty (ang. Armed Forces of Malta) – nazwa sił zbrojnych Malty. Odpowiedzialne są za obronę kraju, a także granic państwowych.
Zwierzchnikiem armii jest prezydent Malty, obecnie George William Vella. Obrona kraju podporządkowana jest Ministerstwu Spraw Wewnętrznych i Bezpieczeństwa Narodowego (Ministry for Home Affairs and National Security), na którego czele stoi Carmelo Abela, szefem sztabu jest brygadier Jeffrey Curmi.

## Struktura

Proporzec dowódcy Sił Zbrojnych Malty

Siły Zbrojne Malty składają się z trzech rodzajów sił zbrojnych: wojska lądowe, siły powietrzne (lotnictwo) i marynarka wojenna.

### Wojska lądowe
Wojska lądowe Malty składają się z trzech regimentów: 1 Regiment AFM, 3 Regiment AFM i 4 Regiment AFM.

#### 1 Regiment
1 Regiment to główna jednostka sił lądowych, odpowiednik batalionu piechoty lekkiej. Dowódcą regimentu jest ppłk Michael Cardona. Składa się z trzech kompanii piechoty. Kompania A zajmuje się głównie zabezpieczeniem międzynarodowego lotniska na Malcie. Zadanie to jest realizowane przez wykonywanie patroli, ścisłą obserwację i procedury kontroli dostępu do stref zastrzeżonych. Kompania B zajmuje się głównie zabezpieczeniem wrażliwych oraz kluczowych punktów, które obejmują krajową infrastrukturę krytyczną i budynki rządowe. Kompania C to siły szybkiego reagowania, mające na celu utrzymywanie w gotowości sił do rozmieszczenia w krótkim czasie w operacjach krajowych i zagranicznych. Wszystkie trzy kompanie 1 Regimentu składają się z centrali dowodzenia oraz czterech plutonów. Dodatkową jednostką jest Kompania Obrony Powietrznej i Wsparcia (ang. Air Defence and Support Company, ADFS) odpowiedzialna za wsparcie ogniowe, moździerze, ciężkie karabiny maszynowe i broń przeciwpancerną.

#### 3 Regiment
3 Regiment to jednostka wsparcia logistycznego i serwisowego. Zakres regimentu obejmuje m.in. wsparcie logistyczne, serwis elektryczny i mechaniczny, konserwacje sprzętu, przechowywanie sprzętu (amunicji itp). Dowódcą regimentu jest ppłk Marco Kirkop. Regiment składa się z kilku oddziałów. Combat Engineer Squadron zapewnia wsparcie inżynieryjne, a także odpowiedzialny jest za wzmacnianie okopów i bunkrów. Electrical and Mechanical Engineer Squadron odpowiedzialny jest za naprawy, remonty i zakup nowych pojazdów.

#### 4 Regiment
4 Regiment to jednostka wsparcia serwisowego wszystkich jednostek Sił Zbrojnych Malty, składająca się z kilku mniejszych jednostek. Dowódcą regimentu jest ppłk Wallace Camilleri. Jednym z działów regimentu jest kompania Systemów Komunikacyjnych i Informacyjnych (ang. Communications Information Systems Company) odpowiedzialna za działanie i wsparcie techniczne systemów łączności i informacji. Korpus Bezpieczeństwa (ang. Revenue Security Corps, RSC) ma za zadanie zapewnienie ochrony kluczowych banków i instytucji rządowych. Szkoła Szkolenia (ang. AFM Training School) to szkoła, której głównym celem jest szkolenie rekrutów i żołnierzy Sił Zbrojnych Malty. Kompania Kateringowa (ang. Catering Company) jest odpowiedzialna za świadczenie usług cateringowych oraz stołówek w armii.

### Marynarka wojenna
W skład Sił Zbrojnych Malty wchodzi jednostka nawodna, którą jest Morski Dywizjon Sił Zbrojnych Malty (ang. Maritime Squadron of the Armed Forces of Malta). Dowódcą jest Lieutenant Colonel Etienne Scicluna. Bazą morską jest Hay Wharf.

### Lotnictwo
Lotnictwo Malty składa się skrzydła powietrznego (ang. Air Wing), w którym zgrupowane są wojskowe śmigłowce i samoloty w składzie Sił Zbrojnych Malty. Malta nie posiada wyodrębnionych sił powietrznych do prowadzenia walki, samoloty i śmigłowce pełnią następujące role: nadzór morski, ratownictwo, ewakuacje, transporty wojskowe, eskorty, rekonesans. Baza Skrzydła Lotniczego Sił Zbrojnych Malty jest zlokalizowana przy porcie lotniczym Malta, dowódcą jest ppłk Clinton O'neil.